# Piotr Nowak (filozof)
Piotr Andrzej Nowak (ur. 16 lipca 1966 w Warszawie) – polski filozof, profesor zwyczajny, pracuje na Uniwersytecie w Białymstoku. Zajmuje się m.in. filozofią starożytną, filozofią polityczną, filozofią literatury oraz filozofią religii.

## Życiorys
W 1994 ukończył studia filozoficzne na Uniwersytecie Warszawskim, w 2002 obronił w Instytucie Filozofii i Socjologii PAN pracę doktorską Pytanie "o śmierć człowieka": (Nietzsche, Heidegger, Foucault, Arendt, Kojeve) napisaną pod kierunkiem Cezarego Wodzińskiego, tam także uzyskał w 2012 stopień doktora habilitowanego. W 2021 otrzymał tytuł profesora nauk humanistycznych.
Jest autorem przekładów pism Hannah Arendt, W.H. Audena, Leo Straussa, A. Kojève'a, Allana Blooma, B. Pasternaka, W. Rozanowa, S. Franka, A. Błoka, A. Biełego, P. Fłorienskiego, J. Taubesa, J.S. Milla. Jego praca naukowa obejmuje również pracę redaktorską nad tekstami wcześniej niedostępnymi w języku polskim. W ramach tej działalności powstał między innymi w 2013 zbiór pism pomniejszych Jacoba Taubesa Apokalipsa i polityka. Eseje mesjańskie, w 2017 zbiór esejów W.H. Audena Starożytni i my. Eseje o przemijaniu i wieczności oraz Przez śmierć Wasilija Rozanowa.
W takich książkach, jak Hodowanie troglodytów. Uwagi o szkolnictwie wyższym i kulturze umysłowej człowieka współczesnego czy Puszka z Pandorą. O kulturze, uniwersytetach i etosie pokolenia ’68 podjął krytykę współczesnej Akademii.
Jest zastępcą redaktora naczelnego kwartalnika filozoficznego „Kronos. Metafizyka – Religia – Kultura” oraz „Kronos. Philosophical Journal”. Był jednym z założycieli Fundacji Augusta hr. Cieszkowskiego, w 2008 wszedł w skład Rady fundacji. Był współautorem programu telewizyjnego „Ogród sztuk” (TVP, 1996–2007) oraz programów telewizyjnych „Kronos” (TVP Kultura, 2017-2024) i „Powidoków” (TVP Kultura, 2019-2021). Głównymi tematami tych programów są zagadnienia związane z filozofią i kulturą. 
Prowadzi zajęcia dydaktyczne w Instytucie Filozofii UwB oraz na Wydziale „Artes Liberales” UW (2013-2023). Autor ponad trzystu artykułów naukowych i popularnonaukowych w językach polskim, angielskim, rosyjskim i białoruskim.
Ekspert w Fundacji na Rzecz Nauki Polskiej (program „Start” dla młodych naukowców, 2015); w Ministerstwie Nauki i Szkolnictwa Wyższego (program „Pomniki polskiej myśli filozoficznej, teologicznej i społecznej XX i XXI wieku”, 2016); w Narodowym Centrum Kultury (przewodniczący Zespołu do Spraw Państwa i Rynku, 2016–2017); w Instytucie Książki (program Translatorski ©POLAND 2019-2021).
Wszedł w skład komitetu wspierającego kandydaturę Karola Nawrockiego na prezydenta RP w wyborach w 2025.

## Książki
- Akcent typowo polski, Państwowy Instytut Wydawniczy, Warszawa 2024
- Historia filozofii politycznej. Część trzecia, Fundacja Augusta Hrabiego Cieszkowskiego, Warszawa 2024 – wybór tekstów, autorstwo tekstów, wstęp, redakcja naukowa[7]
- Szkicownik mizantropa, Fundacja Augusta Hrabiego Cieszkowskiego, Warszawa 2023
- Filozofowie (w trzech słowach), Państwowy Instytut Wydawniczy, Warszawa 2022
- Hannah Arendt, Kryzys republiki, Fundacja Augusta Hrabiego Cieszkowskiego, Warszawa 2022; przekład, przedmowa
- After Jews. Essays on Political Theology, Shoah and the End of Man, Anthem Press, New York-London, 2022
- Friedrich Nietzsche, O przyszłości naszych zakładów kształceniowych. Sześć prelekcji wygłoszonych w Bazylei na zlecenie Towarzystwa Akademickiego, Fundacja Augusta Hrabiego Cieszkowskiego, Warszawa 2020 – redakcja naukowa, posłowie
- W.H. Auden, Antologia grecka, Fundacja Augusta Hrabiego Cieszkowskiego, Warszawa 2020 – wybór tekstów, współprzekład, redakcja naukowa wydania polskiego, posłowie
- Carl Schmitt, Nomos ziemi w prawie międzynarodowym ius publicum Europaeum, Warszawa 2019 – przedmowa, redakcja naukowa
- Leo Strauss, Sokrates i Arystofanes, Warszawa 2019 – redakcja naukowa, posłowie
- M. Cwietajewa, R.M. Rilke, B. Pasternak, Listy, Warszawa 2018 – posłowie, redakcja naukowa
- Przemoc i słowa. W kręgu filozofii politycznej Hannah Arendt, Warszawa 2018
- D.H. Lawrence, Apokalipsa, Warszawa 2018 – redakcja naukowa, posłowie
- W. Rozanow, Przez śmierć, Fundacja August, Hrabiego Cieszkowskiego, Warszawa 2017 – wybór tekstów, przekład, wstęp, redakcja naukowa
- W.H. Auden, Starożytni i my. Eseje o przemijaniu i wieczności, Fundacja Augusta Hrabiego Cieszkowskiego, Warszawa 2017 – wybór tekstów, przekład, wstęp, redakcja naukowa
- W.H. Auden, Wykłady o Shakespearze, Fundacja Augusta Hrabiego Cieszkowskiego, Warszawa 2016 – przedmowa do drugiego wydania; 2015 –  przekład, wstęp i posłowie
- Historia filozofii politycznej. Część druga, Fundacja Augusta Hrabiego Cieszkowskiego, Warszawa 2016 – wybór tekstów, współprzekład, autorstwo tekstów, wstęp, redakcja naukowa
- Puszka z Pandorą, Fundacja Augusta Hrabiego Cieszkowskiego, Warszawa 2016
- Umieram, więc jestem, Fundacja Augusta Hrabiego Cieszkowskiego, Warszawa 2016
- Lew Szestow, Wielkie wigilie, Fundacja Augusta Hrabiego Cieszkowskiego, Warszawa 2016 – przedmowa, redakcja naukowa
- Jacob Taubes, Zachodnia eschatologia, Fundacja Augusta Hrabiego Cieszkowskiego, Warszawa 2016 – posłowie, redakcja naukowa
- Carl Schmitt, Dyktatura. Od źródeł nowożytnej idei suwerenności do proletariackiej walki klas, Fundacja Augusta Hrabiego Cieszkowskiego, Warszawa 2016, przedmowa, redakcja naukowa
- Platon, Eutyfron, Fundacja Augusta Hrabiego Cieszkowskiego, Warszawa 2015; wstęp, wybór tekstów, redakcja naukowa, autorstwo tekstów, współprzekład
- Hodowanie troglodytów. Uwagi o szkolnictwie wyższym i kulturze umysłowej człowieka współczesnego, Fundacja Augusta Hrabiego Cieszkowskiego, Warszawa 2014
- The Ancients and Shakespeare on Time. Some Remarks on the War of Generations, Rodopi-Brill, Amsterdam-New York 2014
- Wasilij Rozanow, Odosobnione (niemal na prawach rękopisu), Fundacja Augusta Hrabiego Cieszkowskiego, Warszawa 2014; redakcja naukowa, przekład, posłowie
- Jacob Taubes, Apokalipsa i polityka. Pisma mesjańskie, Fundacja Augusta Hrabiego Cieszkowskiego, Warszawa 2013; wstęp, wybór tekstów, współprzekład, redakcja naukowa
- Wasilij Rozanow, Opadłe liście, Biblioteka kwartalnika KRONOS, Fundacja Augusta hr. Cieszkowskiego, Warszawa 2013; wstęp, redakcja naukowa
- Podpis księcia. Rozważania o mocy i słabości, Fundacja Augusta Hrabiego Cieszkowskiego, Warszawa 2013
- Hannah Arendt, Pisma żydowskie, Fundacja Augusta Hrabiego Cieszkowskiego, Warszawa 2012; wstęp, wybór tekstów, współprzekład, redakcja naukowa
- Hannah Arendt, Wykłady o filozofii politycznej Kanta, Biblioteka Kwartalnika Kronos, Fundacja Augusta hr. Cieszkowskiego, Warszawa 2012; wstęp, redakcja naukowa
- Platon, Uczta, Sic!, Warszawa 2012; wstęp, wybór tekstów, redakcja naukowa, autorstwo tekstów
- Hannah Arendt, W. H. Auden, Drut kolczasty, Fundacja Augusta Hrabiego Cieszkowskiego, Warszawa 2011; wybór tekstów, przekład, redakcja naukowa, przedmowa
- Leo Strauss, Joseph Cropsey, Historia filozofii politycznej, Fronda / Fundacja Augusta Hrabiego Cieszkowskiego, Warszawa 2010 – przedmowa, redakcja naukowa, współprzekład
- Man And His Enemies. Essays On Carl Schmitt, Uniwersytet w Białymstoku, Białystok 2008 – przedmowa (wraz ze Svetozarem Minkovem), współredaktor tomu, autorstwo tekstów
- Ontologia sukcesu. Esej przy filozofii Alexandre'a Kojève'a, Słowo/Obraz/Terytoria, Gdańsk 2006
- Wojna pokoleń, Prószyński i ska, Warszawa 2006, redaktor tomu, autorstwo tekstów

## Wyróżnienia
W 2019 roku otrzymał Nagrodę Literacką „Skrzydła Dedala” za „bezkompromisową analizę problemów współczesnej kultury, ze szczególnym uwzględnieniem książki Przemoc i słowa. W kręgu filozofii politycznej Hannah Arendt“.  
Jest wielokrotnym laureatem nagrody Rektora Uniwersytetu w Białymstoku; w 1994 otrzymał również nagrodę Rektora Uniwersytetu Warszawskiego. 
W 2023 roku został laureatem 14. edycji konkursu „Książka Historyczna Roku”. W kategorii „Najlepsza książka popularnonaukowa poświęcona historii Polski w XX wieku” uhonorowana została jego książka Filozofowie (w trzech słowach). 

## Odznaczenia
- Krzyż Kawalerski Orderu Odrodzenia Polski – 2025[12]

## Kontrowersje
Jest autorem artykułu Czy ludzie niezrównoważeni psychicznie powinni być przyjmowani na uczelnie wyższe?, opublikowanego w styczniu 2017 (tekst w wydaniu drukowanym nosił tytuł Lekcje z wariatem, co zostało zmienione w wydaniu online), w którym opowiadał się za potrzebą ograniczonej dyskryminacji przy przyjmowaniu chorych czy niezrównoważonych psychicznie (do których włączał m.in. osoby z zespołem Aspergera) na uczelnie wyższe oraz krytykując brak ustaleń administracyjno-prawnych co do koniecznych rozróżnień w obrębie samej niepełnosprawności (fizycznej i psychicznej). Tekst podsumowuje zdaniem Osoby niezrównoważone są pozbawione obu tych cech [tj. ostrożności i zdrowego rozsądku], dlatego, odnosząc się do nich z sympatią i ze zrozumieniem dla ich dysfunkcji społecznej, należy trzymać się od nich z daleka. Tekst ten spotkał się z krytyką ze strony licznych środowisk naukowych, w tym rektora Uniwersytetu w Białymstoku oraz władz wydziału „Artes Liberales” Uniwersytetu Warszawskiego, gdzie Nowak gościnnie wykłada; jak i obroną ze strony grupy studentów i publicystów (m.in. Jana Marii Rokity oraz Ryszarda Legutki).
Autor opublikował również wyjaśnienia dotyczące tego tekstu, przepraszając urażonych za zastosowany język, jednakże podtrzymując opinię o problemie obecności na uniwersytecie osób zaburzonych (...) które zakłócają rytm życia akademickiego. Rozwinął w tym tekście swoje stanowisko, krytykując hipokryzję pracowników akademickich w tej dziedzinie, brak wypracowanych na uczelniach wyższych stosownych rozwiązań administracyjno-prawnych w zakresie niepełnosprawności umysłowej, a także nieprecyzyjną i zmienną terminologię psychologiczną, będącą podatną na modę naukową. Wyłożył również, co rozumie przez ograniczoną dyskryminację, a mianowicie: 1) przywrócenie egzaminów wstępnych na studia wyższe, 2) wymóg dostarczenia świadectwa zdrowia psychicznego na niektóre kierunki oraz 3) wprowadzenie reguł, które ograniczą roszczenia i imperializm indywidualizmu oraz wymuszą zniuansowany (...) respekt dla wzajemnej „odmienności", którą rozumie jako szacunek, nie precyzując jednakże konsekwencji ich naruszenia.
Rzecznik dyscyplinarny UwB po zakończonym postępowaniu stwierdził, że tekst prof. Nowaka nie zmierzał do znieważenia bądź naruszenia dobrego imienia konkretnej osoby, nie posiada też znamion przewinienia dyscyplinarnego, zaś rektor tej uczelni dodał, iż artykuł w „Rzeczpospolitej” mieścił się w granicach konstytucyjnie gwarantowanej wolności wyrażania poglądów. Nowak został jednakże ukarany przez rektora UwB upomnieniem za zdarzenie ściśle związane z treścią wspomnianego tekstu, tj. nieuzasadnione przerwanie przez siebie jednych zajęć i wyproszenie z innych zajęć jednego ze studentów, pomimo jego przeprosin za swoje zachowanie.